# 張觀 (絳縣)
张观（?—?），字思正，绛州绛县（今山西省绛县）人，北宋大臣。
张观年少时诚实好学，闻名乡里。考取服勤辞学科，选拔为第一，任命为将作监丞、通判解州。当时盐池吏因为贪赃事情暴露，他没有举劾，于是降为监河中府税。又任果州通判，改任秘书省秘书郎。
宋仁宗即位，转任太常丞，擢升为右正言、直史馆，为三司度支判官，同修起居注，改任右司谏、知制诰、判登闻检院，出知杭州。回朝判国子监，权发遣开封府事，进升为为翰林学士、知审官院，多次升迁官至左司郎中，以给事中权御史中丞。
当时流星、地震、雷电发生在正月，宋仁宗下诏征求直言。张观上书：“承平日久，政法宽慢，用度渐渐奢侈，风俗渐渐浅薄，所以导致灾异。”于是上书四事：一为知人，二为严禁，三为尚质，四为节用。河北大雨成灾，又上奏七事：“疏导积水以扩大播种，缓催拖欠以减少禁锢，宽刑罚以清理积案，收回逃田以招募百姓归复乡，罢除工役以先解决当务之急，止配率以丰富百姓财富，通商旅以解决粮食困难。”再任知审官院，不久拜同知枢密院事。
康定年间，对西夏作战失利，由于宰执议论点乡兵，久久不决，于是与王鬷、陈执中一起罢职，以资政殿学士、尚书礼部侍郎知相州。再任澶州。黄河在孙陈埽及浮梁发水，澶州人大为惊恐，有人请逃到北原来躲避水患。张观说：“太守独去，州民怎么办。”于是亲自率卒徒增筑大堤，堤防修完，水也退去。
张观转任郓州。旧法，京东流通安邑的盐，而濒海之地禁止私煮。张观上书：“利之所在，百姓趋利，虽每天在街市处决，恐怕也不能禁止，请弛禁私煮便民。”于是每年免于黥字发配的人不可胜计。历任知应天府、孟州、河南府，以吏部侍郎兼御史中丞。因为父亲张居业年高多病，请调到轻便的州郡，于是以观文殿学士知许州。一个多月后，拜左丞。为父丁忧，悲伤过度，父亲去世十一个月后就病卒。赠吏部尚书，谥号文孝。
张观性情至孝，初为秘书郎，其父担任州从事，于是他上书愿把官职让给父亲。宋真宗嘉赏他，以张居业为京官。张观显贵后，张居业恩赐官至太府卿。张居业曾经路过洛阳，对当地山川风物非常赞叹，说：“我在这里养老就满足了。”张观于是买田宅、营林园，来满足父亲的心意。早起为父亲奉药、膳，然后出去工作，未尝一日停止。情趣喜好恬淡旷达，廉洁少欲，平生写字必写楷书，没有一字行书草书，像他的为人。宋仁宗飞白书“清”字赐给张观，来褒赏他的节操。但是治理政事不是他的所长，知开封府时，有犯夜禁的百姓，张观诘问他：“有人见到吗？”大家传为笑话。